# Callum Saunders
Callum Saunders is een Nieuw-Zeelands baanwielrenner gespecialiseerd in de sprintonderdelen, de sprint, teamsprint, keirin en 1km tijdrit. Hij won in 2019 de keirin tijdens de Wereldbeker baanwielrennen in Hongkong.

## Belangrijkste Resultaten

### Baanwielrennen
| Jaar | NK                               | OK         | WK | Overig              |
| ---- | -------------------------------- | ---------- | -- | ------------------- |
| 2017 | teamsprint                       |            |    |                     |
| 2018 | sprint · keirin · 1km tijdrijden | teamsprint |    |                     |
| 2019 | keirin · teamsprint              |            |    | WB Hongkong :keirin |